# 8-я улица Соколиной Горы
8-я у́лица Соколи́ной Горы́ — улица, располагающаяся в Восточном административном округе города Москвы, в районах Соколиная Гора и Измайлово между проспектом Будённого и Окружным проездом, пресекается с улицей Бориса Жигулёнкова и заканчивается входом в ПКиО Измайловский.

## Происхождение названия
Своё название улица получила в 1952 году в честь бывшей слободы «Соколиная гора», находившейся там в XVII веке, в которой располагался «потешный» соколиный двор царя Алексея Михайловича. Со временем образовался ряд улиц с названием «Соколиная гора» с 1-й по 10-ю, но спустя некоторое время 1-ю, 2-ю, 4-ю, 6-ю и 7-ю улицы упразднили.
В ноябре 2020 года улица была продлена за счёт участка Проектируемого проезда № 310 от улицы Бориса Жигулёнкова до Окружного проезда.

## Примечательные здания и сооружения
По нечётной стороне:
- № 5а — Школа № 429 (школьный корпус)
- № 11а — Школа № 429 (дошкольный корпус)
- № 15 — Инфекционная клиническая больница № 2
- № 15 к. 2 — Московский городской центр профилактики и борьбы со СПИДом

По чётной стороне:
- № 22 — Мосводоканал ГУП Аварийное ПУ Мосводопровода
- № 28 — Психоневрологический диспансер № 9

### Остановка 8-я улица Соколиной Горы
Автобусы
№ т32, т32а (ночной), 86, 469, 702, 730
Трамваи
№ 12, 36

### Остановка Улица Бориса Жигулёнкова
Автобусы
№ 83, 86

### Остановка Больница Соколиной Горы
Автобус
№ 86